# Алехандра Пизарник
Алехандра Пизарник (шп. Alejandra Pizarnik; Авељанеда, 29. април 1936 — Буенос Ајрес, 25. септембар 1972), рођена као Флора Пизарник (шп. Flora Pizarnik), била је истакнута аргентинска песникиња и једна од најзначајнијих латиноамеричких поетских личности 20. века. Њено песничко дело, које се сврстава у неонадреализам, изражава дух побуне који се граничи са самопоништењем.
Студирала је филозофију и књижевност, а похађала је и часове сликарства. Песме је почела да пише још као адолесценткиња. У првој половини шездесетих година живела је и радила у Паризу, где је написала своју најзначајнију збирку поезије — Дијанино дрво (1962). Након повратка у Буенос Ајрес, објавила је још три кључна песничка дела: Послови и ноћи (1965), Вађење камена лудости (1968) и Музички пакао (1971). Умрла је у 36. години живота од прекомерне дозе барбитурата.

## Биографија
Рођена је 29. априла 1936. године у Авељанеди, аргентинском граду у провинцији Буенос Ајрес, као друга ћерка Елијаса Пизарника и Росе Бромикер, јеврејских имиграната из источне Европе. Рано образовање стекла је на шпанском и јидишу. Током одрастања суочавала се са потешкоћама везаним за муцање, астму и акне, услед чега је развила низак степен самопоштовања, склоност ка психичкој нестабилности, депресији и несаници, као и зависност од амфетамина и таблета за спавање.
Педесетих година XX века студирала је филозофију и књижевност на Универзитету у Буенос Ајресу. У теорију књижевности, а пре свега у надреализам, увео ју је професор и пријатељ Хуан Хакобо Бахарлија. Упоредо је похађала часове сликања код надреалистичког сликара Хуана Батљеа Планаса. Поистоветивши се са идејама и циљевима надреалистичког покрета, са Алдом Пелегринијем је 1952. године основала часопис „Од нуле“. Годину дана пре него што је 1955. године објавила своју прву књигу под називом Најотуђенија земља, почела је да посећује психоаналитичара Леона Острова и открила да болује од граничног поремећаја личности. Њему је посветила другу збирку поезије Изгубљена невиност (1956).
Између 1960. и 1964. године живела је у Паризу, радећи као коректор и преводилац за различите француске књижевне магазине и издавачке куће. Била је члан редакције часописа „Cuadernos“ и „Les Lettres Nouvelles“. На шпански језик је преводила дела Бретона, Елијара, Бонфуаа, Артоа, Дирасове и Седара Сенгора, а на Сорбони је студирала историју религија и савремену француску књижевност. У Паризу је ступила у везу са значајним европским и латиноамеричким књижевницима, међу којима се истичу Хулио Кортазар (са којим ће остати пријатељ до краја живота) и Октавио Паз, који је написао увод за њену збирку песама Дијанино дрво (1962). Ради се о њеној најбољој књизи у којој ће показати најбоље слике своје поезије. Овај период плодне књижевне делатности и стицања животног искуства пресудно је утицао на њено стваралаштво.
По повратку у Буенос Ајрес, након париских година које су биле уметнички успешне и економски тешке, наставила је активан интелектуални живот. Објавила је своја три главне песничке збирке: Послови и ноћи (1965), Вађење камена лудости (1968) и Музички пакао (1971), као и своје једино дело у прози Крвава грофица (1971). Као признање за њено дело додељена јој је Општинска награда за поезију, Гугенхајмова стипендија 1968. и Фулбрајтова стипендија 1972. године.
Последње године њеног живота биле су обележене озбиљним депресивним кризама због којих је више пута покушала да изврши самоубиство. Последњих неколико месеци провела је у психијатријској установи у Буенос Ајресу. У јесен 1972. године, 25. септембра, за време викенд-отпуста из клинике, одузела је себи живот узевши прекомерну дозу секонала. Сахрањена је на јеврејском гробљу Ла Таблада у Буенос Ајресу.

## Дело
Дело Алехандре Пизарник једно је од најснажнијих и најоригиналнијих у аргентинској књижевности. Упркос кратком животу, иза себе је оставила обимно књижевно дело које се не своди само на поезију, већ обухвата и мноштво прича и записа, један кратак роман, књижевну критику, обимну преписку и дневник на скоро хиљаду страница. Прве збирке песама објавила је педесетих година прошлог века, али тек је у делима насталим деценију касније (Дијанино дрво, Послови и ноћи, Вађење камена лудости) пронашла свој аутентичан поетски израз, који је истовремено почивао на надреалистичком аутоматизму и вољи за рационалном егзактношћу.
За живота је објавила следећа дела:
- 1955 – Најотуђенија земља (шп. La tierra más ajena)
- 1956 – Последња невиност (шп. La última inocencia)
- 1958 – Изгубљене авантуре (шп. Las aventuras perdidas)
- 1962 – Дијанино дрво (шп. Árbol de Diana)
- 1965 – Послови и ноћи (шп. Los trabajos y las noches)
- 1968 – Вађење камена лудости (шп. Extracción de la piedra de locura)
- 1969 – Имена и ликови (шп. Nombres y figuras)
- 1971 – Крвава грофица (шп. La condesa sangrienta)
- 1971 – Музички пакао (шп. El infierno musical)
- 1971 – Мали напеви (шп. Los pequeños cantos)

Једна од главних карактеристика њене поезије јесте страствена опседнутост речју и непрестана рефлексија о могућностима и границама језика. У тим сталним преипитивањима, са јединственим и прецизним истицањем сваке речи у песми, испољила је смелост и вештину да из језика извуче до тада непознату интонацију у којој се преплићу снага, дубина и суптилност.
| „ | Када бих барем могла да живим само у заносу, чинећи од свог тела песму и мењајући сваку реченицу са својим данима и својим недељама, уливајући у песму свој дах тако да свако слово сваке речи буде жртвовано за светковину живота. | ” |

Друга важна тачка њеног књижевног стваралаштва односи се на отуђеност човека и осећај да свет није у стању да понуди адекватан одговор на његове најдубље жеље. Из те сталне напетости и неразумевања између појединца и окружења произлази њено трагично осећања живота. Оно је изражено кроз доминантна осећања тескобе, која је истински доживљена и успешно вербализована, и страха од неприпадања овом свету (а самим тим и од лудила) и од напуштања. Такође су честе теме попут усамљености, губитка и бескућништва, а неке од најчешћих речи у њеној поезији су ноћ, смрт, тишина, одсутност, ветар, бродолом.
| „ | Господе Кавез се претворио у птицу Шта ћу учинити са страхом | ” |

Мада трагичност заузима централно место у њеном делу, присутни су и хумор, опчињеност детињством, размишљања о музици и сликарству и критички поглед на књижевну традицију. Другим речима, Пизарникова није само песникиња трагедије, смрти и самоубиства, она је такође изванредно луцидна, изразито критична и са истанчаним и обогаћеним погледом на свет.
Осим књижевношћу, интензивно се бавила и сликарством. Њене слике се одликују ониричком атмосфером, атмосфером недужности и тајанствености која је у савршеном складу с њеном поезијом, у којој су честе алузије на ликовну уметност и уметнике као што су Хијероним Бош, Франсиско Гоја, Одилон Редон, Марк Шагал, Паул Кле.

## Други о Алехандри Пизарник
Та песникиња похлепна за бродоломом, заљубљена у смрт, љубавница боли и патње. Та танкоћутна и осетљива песникиња, то биће су врата у поновно читање наистакнутијих песника самоубица Латинске Америке.— Хулио Кортазар
Мало је људских бића осетило такву ширину поетске фаталности. Чудно, сви њени елементи, све птице, сви облаци, њена земља нахочади која крије огромну тајну, њено памћење и страст се усмеравају у два главна смера: занесеност детињством, чије су моћи преживеле у њој, и један непрестани предосећај смрти као друга страшна занесеност која је баца у дивљење и страх. Прогнани духић због пада, робиња изубљеног краљевства могла је видети ствари само у светлу те неприлагодљиве и неутешне егзистенције. Није имала излаза: није научила да лаже саму себе, није научила да се помири са судбином, ни са заборавом.— Енрике Молина